# Villa Nueva, Veracruz
Villa Nueva är en ort i Mexiko.   Den ligger i kommunen Misantla och delstaten Veracruz, i den sydöstra delen av landet, 240 km öster om huvudstaden Mexico City. Villa Nueva ligger 964 meter över havet och antalet invånare är 367.
Terrängen runt Villa Nueva är bergig åt nordost, men åt sydväst är den kuperad. Villa Nueva ligger nere i en dal. Runt Villa Nueva är det ganska tätbefolkat, med 111 invånare per kvadratkilometer. Närmaste större samhälle är Misantla, 17,5 km norr om Villa Nueva. I omgivningarna runt Villa Nueva växer i huvudsak städsegrön lövskog.